# Rhagadolyra
Rhagadolyra är ett släkte av tvåvingar. Rhagadolyra ingår i familjen lövflugor.
Kladogram enligt Catalogue of Life:
| Rhagadolyra | \| \| Rhagadolyra bistriata \| \| \| \| \| \| Rhagadolyra handlirschi \| \| \| \| \| \| Rhagadolyra magnicornis \| \| \| \| |
|             | \| \| Rhagadolyra bistriata \| \| \| \| \| \| Rhagadolyra handlirschi \| \| \| \| \| \| Rhagadolyra magnicornis \| \| \| \| |
|             | Rhagadolyra bistriata |
|             | |
|             | Rhagadolyra handlirschi |
|             | |
|             | Rhagadolyra magnicornis |
|             | |